# Wóz kablowy WWK-10C

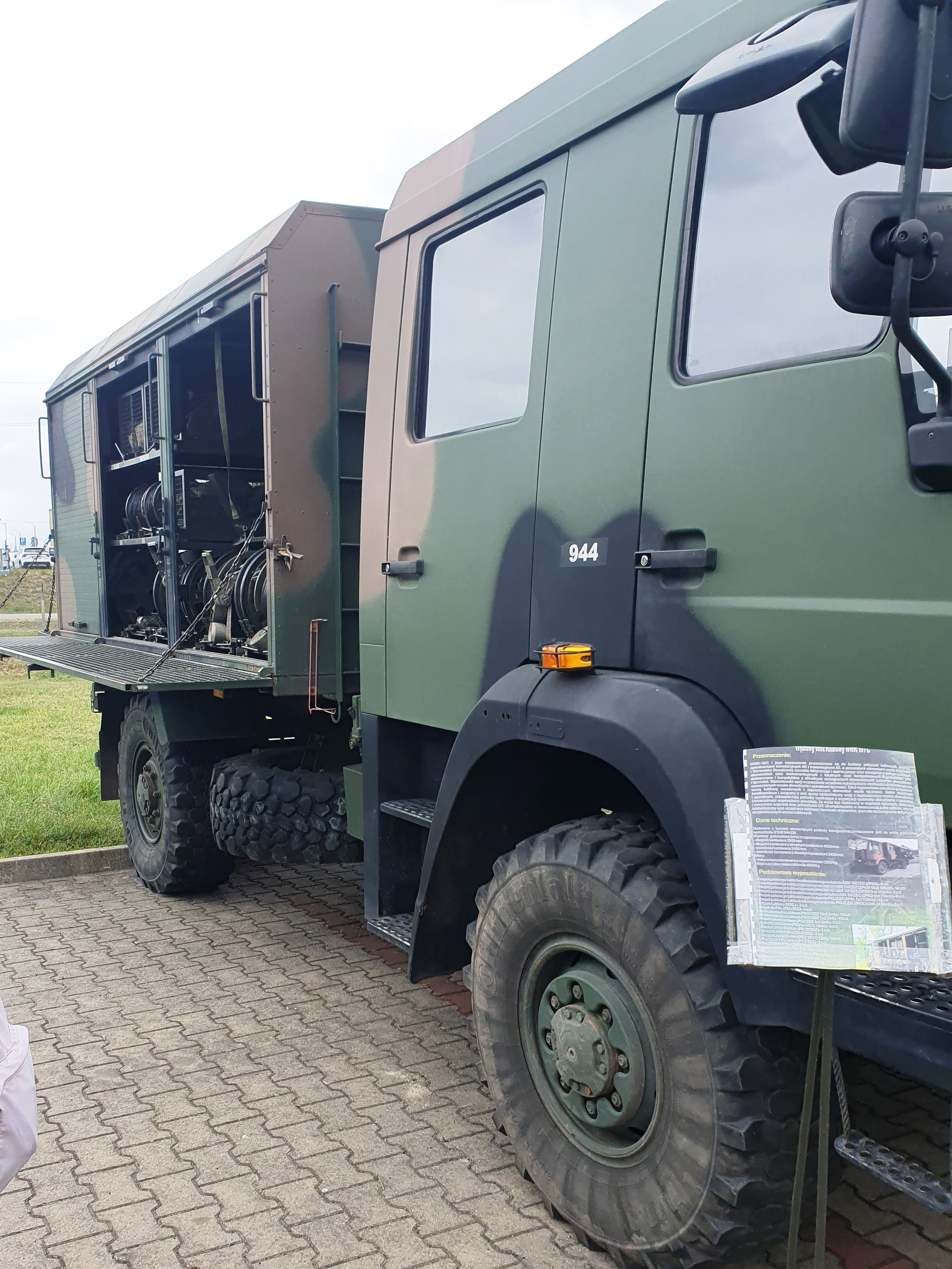
Wóz kablowy WWK-10C

Wóz kablowy WWK-10C – pojazd wojsk łączności Sił Zbrojnych Rzeczypospolitej Polskiej.

## Charakterystyka
Węzłowy wóz kablowy WWK-10C jest przeznaczony do przewożenia wyposażenia stosowanego do budowy połączeń kablowych między elementami węzła łączności i stanowisk dowodzenia szczebla taktycznego i operacyjnego. Przeznaczony jest również do rozwijania abonenckich sieci teletransmisyjnych oraz lokalnych sieci komputerowych. Wyposażenie może być konfigurowane według potrzeb i zadań realizowanych przez pododdziały.

## Dane liczbowe
| Wyposażenie (2021)                                                           | Liczba |
| ---------------------------------------------------------------------------- | ------ |
| Zespół poloweqo kabla światłowodowego na bębnie UBK 1M/ZDZ (ZPKS)            | 4      |
| Zespół polowego kabla miejscowego na bębnie UBK 1M/ZDZ (ZPKM 10x2 100 mb)    | 14     |
| Zespół polowego kabla miejscowego na bębnie UBK 1M/ZDZ (ZPKM 5x2 150 mb)     | 5      |
| Zespół polowego kabla dalekosiężnego na bębnie IBK 1M/ZDZ (ZPKD 1 x4 250 mb) | 6      |
| Zespół polowego kabla lekkiego na bębnie PKL/ZDZ (ZPKL1 x2 750 mb)           | 5      |
| Wózek kablowy (WKL)                                                          | 2      |
| Zwijak do PKL (PKL/ZDZ)                                                      | 3      |
| Krótka wstawka kablowa (PKW/ZDZ 10x2 3 mb)                                   | 10     |
| Krótka wstawka kablowa (PKW/ZDZ 5x2 3 mb)                                    | 10     |
| Kabel zakończeniowy (PKZ/ZDZ 1 x4 3 mb)                                      | 5      |
| Kabel przejściowy (PKD/U-176/G 10 mb)                                        | 5      |
| Półzłącze rozdzielcze (PR-10/ZDZ)                                            | 5      |
| Skrzynka kontrolna (SK-5/ZDZ)                                                | 5      |
| Skrzynka przejściowa (PST10/2/5/ZDZ)                                         | 10     |
| Półzłącze krzyżujące (PX 2/ZDZ)                                              | 5      |
| Tyczka z rosożką                                                             | 2      |
| Podwieszasz kablowy                                                          | 20     |
| Podpora kablowa trójsłupowa (PK-3 [4 m])                                     | 6      |
| Aparat polowy AP-82                                                          | 2      |
| Aparat polowy ATS-2p                                                         | 40     |